# Adeziv

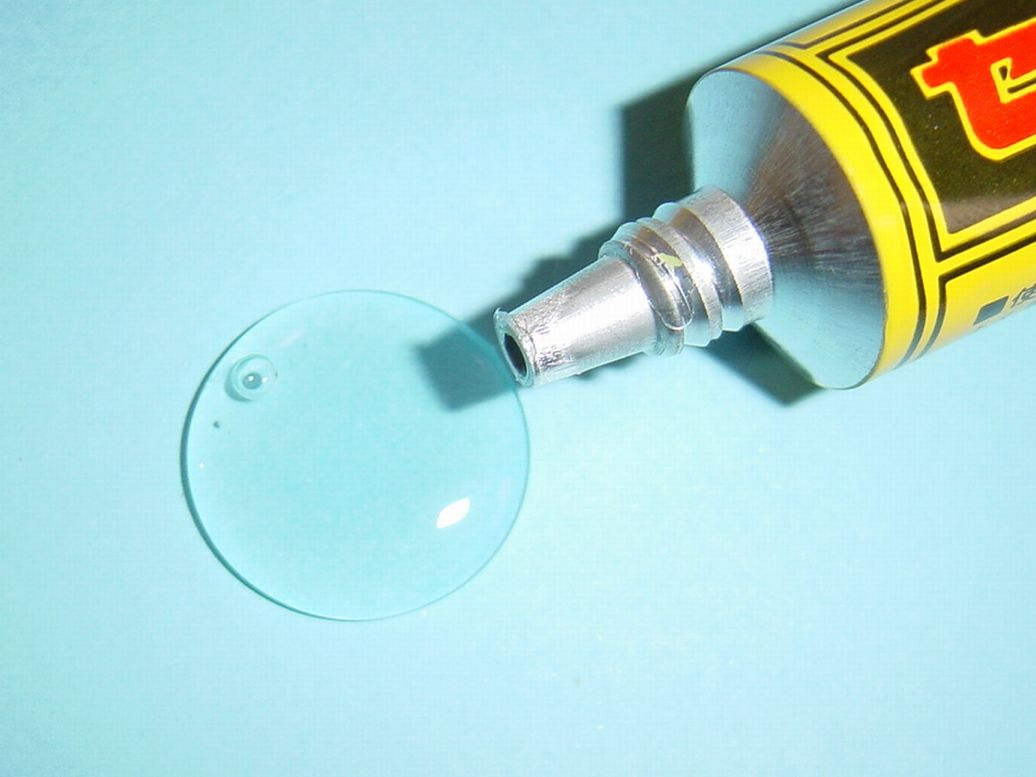
Adeziv făcut din nitroceluloză

Un adeziv (din franceză adhésif) este un produs natural sau sintetic care permite lipirea a două suprafețe din același material sau din materiale diferite.

## Clasificarea adezivilor
Există mai multe criterii de clasificare, între care cele mai uzuale, cu exemple, sunt următoarele:
- După origine:

● Naturali
- Cleiuri vegetale, amidon
- Cleiuri animale
● Sintetici
- Rășini sintetice
- Rășini fenolice
- Rășini epoxidice
- După natura chimică:

● Anorganici
- Ciment
● Organici
- Acetat, rășini pe bază de cauciuc
- Rășini pe bază de poliesteri
- După domeniul de temperatură:

● Pentru temperaturi joase
- Rășini fenolice
● Pentru temperaturi medii
- Rășini epoxidice
● Pentru temperaturi înalte
- Rășini chinolice
- După tipul de solvent:

● Adezivi pe bază de apă
- adezivi cu mediu de dispersie apos (emulsii care conțin polimeri naturali și sintetici)
- adezivi solubili în apă (conțin cleiuri animale și vegetale)
● Adezivi pe bază de solvenți organici